# Асарван
Асарван (перс. اسروان) — село в Ірані, у дегестані Машгад-е Мікан, у Центральному бахші, шахрестані Ерак остану Марказі. За даними перепису 2006 року, його населення становило 0 осіб, що проживали у складі 0 сімей.

## Клімат
Середня річна температура становить 13,21 °C, середня максимальна – 33,38 °C, а середня мінімальна – -10,54 °C. Середня річна кількість опадів – 277 мм.
| Клімат поселення                              | Клімат поселення | Клімат поселення | Клімат поселення | Клімат поселення | Клімат поселення | Клімат поселення | Клімат поселення | Клімат поселення | Клімат поселення | Клімат поселення | Клімат поселення | Клімат поселення | Клімат поселення |
| Показник                                      | Січ.             | Лют.             | Бер.             | Квіт.            | Трав.            | Черв.            | Лип.             | Серп.            | Вер.             | Жовт.            | Лист.            | Груд.            |                  |
| Середній максимум, °C                         | 8,12             | 11,12            | 16,36            | 20,83            | 25,33            | 32,72            | 33,38            | 32,00            | 27,84            | 21,96            | 15,50            | 8,75             |                  |
| Середня температура, °C                       | −1,21            | 1,80             | 7,03             | 11,50            | 16,00            | 23,39            | 26,80            | 25,43            | 21,26            | 15,37            | 8,92             | 2,16             |                  |
| Середній мінімум, °C                          | −10,54           | −7,55            | −2,3             | 2,16             | 6,66             | 14,06            | 20,22            | 18,86            | 14,69            | 8,80             | 2,34             | −4,42            |                  |
| Норма опадів, мм                              | 41               | 39               | 49               | 34               | 27               | 3                | 1                | 1                | 0                | 11               | 28               | 43               |                  |
| Середньомісячна швидкість вітру, м/с          | 1.99             | 2.04             | 3.01             | 2.95             | 2.73             | 2.60             | 2.67             | 2.50             | 2.21             | 2.26             | 1.72             | 2.08             |                  |
| Середньомісячна сонячна радіація, кДж/м²·день | 8907             | 12385            | 14875            | 18364            | 22360            | 26854            | 25919            | 24036            | 21028            | 15526            | 10879            | 8774             |                  |
| --------------------------------------------- | ---------------- | ---------------- | ---------------- | ---------------- | ---------------- | ---------------- | ---------------- | ---------------- | ---------------- | ---------------- | ---------------- | ---------------- | ---------------- |
| Джерело:                                      |                  |                  |                  |                  |                  |                  |                  |                  |                  |                  |                  |                  |                  |